# 分布 (药理学)
分布（英語：distribution）在药理学的范畴属药代动力学的一个分支，它描述了药物在体内从一个部位至另一个部位的可逆转移；与吸收（absorption）、代谢（metabolism）和排泄（excretion）的英文首字母缩写，组成了药代动力学研究的关键因素ADME。
药物一旦通过吸收或直接给药进入体循环，就迅速分布至间质液和细胞内液中。每个器官或组织会接收不同剂量的药物，而药物存留在不同器官或组织中的时间不同。药物在组织之间的分布区别，取决于以下诸多因素：组织的血管渗透性、局部血流量、心输出量和灌注率，以及药物的组织结合力与血浆蛋白结合力。这些性质均与药物的固有物理化学性质如脂溶性与pH分配等密切相关。药物通常较高得分布于肝、心、肾等高灌流器官，而较少的分布于肌肉、脂肪和外周器官等低灌流器官或组织。药物可以从血浆移动至组织，直到建立起药物在体内的平衡，即未结合之游离药物与结合组织的药物之间的平衡。

## 影响药物分布的因素
影响药物在生物体内分布的因素有很多，但药理学家认为最重要的因素如下：生物体的物理体积、药物清除率以及药物与血浆蛋白和/或组织结合力。

### 生物体的物理体积
生物体的物理体积这一概念与多隔室化（multi-compartmentalization）有关。生物体内的任何药物均可视为溶质，生物体的组织均可视为溶剂。不同组织有着不同的针对药物的特异性，这将导致药物在组织间的浓度不同。因此，药物的物理化学性质将决定其在生物体内的分布。例如，脂溶性药物易在体内脂肪中蓄积，而水溶性药物则易在细胞外液中蓄积。药物的分布容积（volumn of distributrion，VD）是一种量化药物分布范围的属性。其可以定义为：如药物均匀分布于体内，已知目前药物的血浆浓度时，药物须占据生物体内的理论体积。分布容积的公式为：
{\displaystyle Vd={\frac {Ab}{Cp}}\,}，其中：{\displaystyle Ab}代表体内药物的总量，{\displaystyle Cp}代表药物的血药浓度。
由于{\displaystyle Ab}与已服用药物剂量相关，因此以上公式显示出{\displaystyle Vd}和{\displaystyle Cp}之间存在反比关系，即{\displaystyle Cp}越大则{\displaystyle Vd}越小，反之亦然。因此，某因素可提高{\displaystyle Cp}则会降低{\displaystyle Vd}。这表明药物血浆浓度和诸多药代动力学参数存在关联性。
若将以上公式应用于与生物利用度的相关参数，可基于以上公式计算给药剂量，以便在生物体中获得所需的药物浓度（“负荷剂量”，loading dose）：
{\displaystyle Dc={\frac {Vd.Cp}{Da.B}}}
临床中因需要达到已知最佳的特定药物浓度，以使药物对生物体产生所需的作用，因此负荷剂量这一概念具有临床意义。

### 药物清除速率
一旦药物通过循环血液供应输送至各个器官，药物的清除速率（removal rate）将取决于每个器官从体循环中清除药物的比例。清除速率这一新的概念取决于许多不同的因素：
- 药物固有特性，包括pKa等。
- 通过生物体组织的重新分布：一些药物在组织中迅速分布，直至组织与血浆中的药物浓度达到平衡。然而，分布速度较慢的其他组织将在较长时间内继续从血浆中吸收药物。这将意味着第一组织（分布速度较快的组织）中的药物浓度将大于血浆浓度，此时药物将从组织移回到血浆中。该现象将持续至药物在整个生物体内达到平衡为止。因此，最敏感的组织将经历两个不同的药物浓度时间点，即初始较高浓度和随后因组织重新分布而发生的较低浓度。[11][12]
- 组织间的浓度差异。
- 交换表面。
- 生物体天然屏障。类似于药物吸收过程中遇到的障碍，生物体内的天然屏障也是药物扩散的障碍之一。如：[13][14][15]
  - 毛细血管因血管床渗透性的不同导致组织之间有所差别。
  - 血脑屏障：它位于脑血管的血浆和大脑的细胞外之间。这种屏障使药物难以到达大脑。
  - 胎盘屏障：可防止高浓度的潜在毒性药物通过胎盘到达胎儿体内。

### 药物血浆蛋白结合
某些药物能够与血浆中的特定蛋白质结合，称为血浆蛋白结合。而通常只有血浆中的游离形式药物才可被输送至组织，因此血浆蛋白结合（plasma protein binding）率或其结合能力对于分布至关重要。可将血浆蛋白结合的药物在生物体内视为一种药物储藏库，这种蛋白结合常会降低药物在组织中的最终浓度。
药物和血浆蛋白之间的结合通常为非特异性的，这种结合力较不稳定且是可逆的。结合通常涉及离子键、氢键、范德华力及较少出现的共价键。这意味着药物和蛋白质之间的结合力或化学键可以被破坏，结合药物可被另一种物质或药物所代替。无论结合稳定性如何，蛋白质与药物的结合均存在饱和状态。血浆中的游离药物与与蛋白质结合药物之间也存在着平衡，这意味着与血浆蛋白结合药物的在血浆中总药物浓度的比例会保持稳定，而该比例与血药总浓度无关。
一些体外研究表明：药物的血浆浓度与药物组织浓度之间的平衡，仅在血浆蛋白结合率大于90%时才会显著改变。当血浆结合率继续高于此水平时，药物会发生“隔离”，从而导致药物在组织中的分布降低至50%以下。该因素对考量药理学参数的相互作用很重要：若药物被其他物质从蛋白质结合中所取代，则对于血浆蛋白结合率低于90%的药物，其组织浓度不会显着增加。另一方面，对于蛋白质结合率大于95%的药物，任何微小的变化均会导致组织中的药物浓度发生显著改变，这会引起药物在组织产生毒性效应。
白蛋白因在血浆中浓度相对较高，且易与药物分子结合，因此是血浆蛋白结合中最重要的蛋白质。其他重要的蛋白质包括：糖蛋白、脂蛋白和较少发生结合的球蛋白。由此可见，临床中如发生血浆蛋白水平的改变，如肾功能不全引起的低白蛋白血症等，均对高血浆蛋白结合率药物的给药造成影响，包括药物的疗效和药物毒性及安全性等。

## 药物再分布
经静脉注射或吸入给药方式的高脂溶性药物，通常其最初分布至高血流量器官。随后，血管较少但体积较大的组织，如肌肉和脂肪会逐渐吸收药物并造成血浆中药物浓度下降，即药物从高血流器官撤出。若药物的目标作用部位是高度灌注器官之一，则药物重新分布会导致靶器官的药效减弱或终止。通常药物的脂溶性越大，其重新分布的速率越大。例如，硫喷妥钠的麻醉作用会因重新分布在几分钟内终止。然而，若长时间重复或连续给予同一种药物时，低灌注器官和高容量器官中的药物浓度会趋于饱和，此时药物变得更长效。